# 美國非道德人體實驗

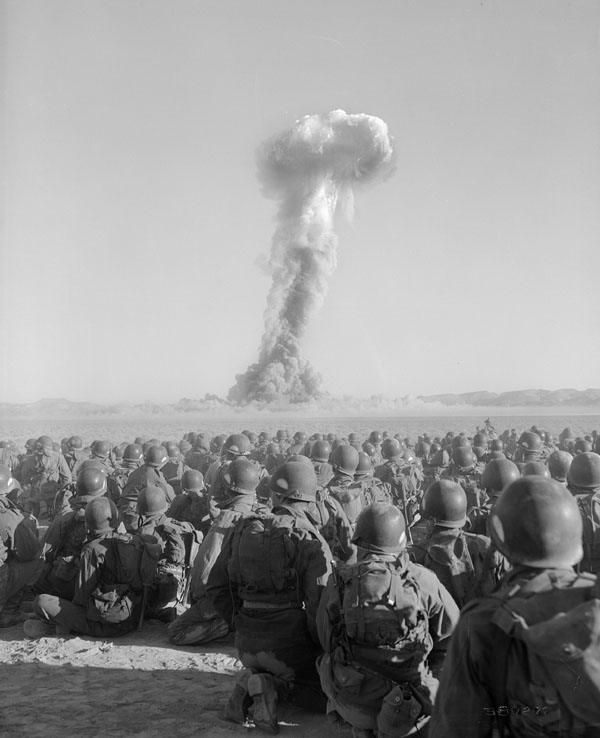
沙漠岩石演习I期間，用於測試戰術核武器輻射影響的美軍士兵（1951年11月1日）

在美國境內曾有過數次公認有違醫學倫理的人體試驗，包括：人体接触致命放射性物质实验、人体暴露生物武器和化學武器实验、外科實驗、拷問實驗、涉及精神藥品的實驗等等。实验常被披上「藥物治療」的外衣。一些实验甚至利用兒童、病人或精神病人作为研究对象，而大部分实验对象是穷人、不同膚色的人種、罪犯等等。这些实验通常没有事先获得受試者的知情同意。
很多研究由美國政府机构，尤其是中央情報局、美國軍隊或聯邦政府提供資金。這些研究項目通常是高度保密的，直到研究的多年後才被公開。
這些实验的合法性、專業性和正當性問題引起了美國醫學和科學社群的高度关注，促成了很多機構的形成与一些新政策的制定。公眾在得知人體實驗真相后後的強烈抗議，引起了美國國會的多次調查和聽證會，包括丘奇委員會、洛克菲勒委員會和人體放射性實驗諮詢委員會等。

## 外科實驗
1840年代間，被後人稱作「婦科學之父」的J.·馬里恩·西姆斯，在未麻醉手術對象的情況下，於非洲女性奴隸身上操作手術實驗。該女性在被施行30次手術後因手術感染而死。另外，為了測試一個關於兒童破傷風成因的理論，西姆斯以鞋匠的錐子插入女性奴隸的嬰兒頭骨中來回偵探。他曾故意使一名女性手術實驗參與者對嗎啡成癮，並且只在實驗之後給予嗎啡，逐漸使用嗎啡並非為了緩解手術實驗的痛苦，而只是要讓患者更順從。
1874年，一名愛爾蘭女僕瑪莉·拉伏蒂（Mary Rafferty），前往辛辛那提好撒瑪利亞人醫院（Good Samaritan Hospital）尋求羅伯茲·巴索羅醫生（Roberts Bartholow）治療癌症，羅伯茲認為此為實驗研究的好機會，便將瑪莉開顱，將金屬電極插入其暴露的腦質中，他自述試驗的過程：
當針管進入大腦，她說自己的脖子劇痛。為了發現更多明顯的反應，電極的強度增強了...她的臉部表情極為痛苦，之後她開始哭。不久，左手伸長，好像在身前拿著什麼東西；胳臂陣攣抽搐；她目光集中，瞳孔極度擴張；她嘴唇藍色，口中吐白沫；她的呼吸像在打鼾；她失去知覺，劇烈顫動左半身。顫動持續了分鐘，之後陷入昏迷。在折磨開始的五分鐘後，她恢復了意識，形容自己虛弱和眩暈。——Dr. Bartholow的研究報告
1896年，Dr. Arthur Wentworth在沒有告知受試兒童的父母或取得同意下，腰椎穿刺了波士頓兒童醫院的29名兒童，以檢驗這樣做是否有害 。
1913年到1951年間，總外科醫生Dr. Leo Stanley在 聖昆丁州立監獄的數百多名囚犯身上進行了多種實驗。其中包括不少睾丸植入的實驗。在實驗中Stanley把死刑犯的睾丸移植到活囚犯身上。他亦嘗試過將羊、家山羊和野豬的睾丸移植至活囚犯。他還實施了多個優生學實驗，將聖昆丁州立監獄部分犯人強迫絕育。 Stanley認為這樣做可以將人返老還童、控制犯罪（他認為犯罪有生物原因）以及防止「不合適者」生育。

## 病菌、疾病和生物戰藥劑

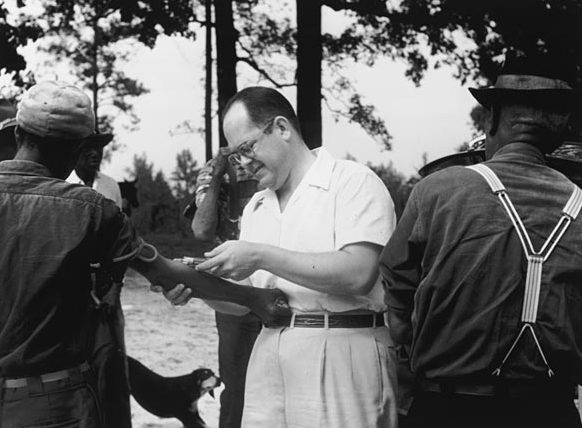
一名正被抽血的塔斯基吉梅毒試驗的受試者，約攝於1953年。

1880年代，在夏威夷一家醫院工作的一名加利福尼亞麻風病醫生將12名12歲以下的年輕女孩注射以感染梅毒。
1895年，作為一項醫學實驗的一部分，紐約一位小兒科醫生故意使兩個「傻子」（精神殘疾男孩）—一人4歲，一人16歲—感染了淋病。縱觀十九世紀晚期到二十世紀早期的報告，可以發現40多份在實驗中感染淋病的案例，包括淋病組織被敷到生病兒童的眼睛中。
1900年
，在菲律賓的美國軍隊醫生使5名囚犯感染腺鼠疫、29名囚犯感染誘發型腳氣病；其中4人因此死亡。1906年，哈佛大學Richard Strong教授故意使24名菲律賓囚犯感染霍亂，之後又莫名其妙的染上了瘟疫。實驗時，沒有徵求受試者同意，他也沒告知罪犯自己在做什麼。所有受試者生病，13人死亡。
1908年，三名費城研究人員在St. Vincent's House孤兒院用結核菌素感染了幾十名兒童，導致了一些孩子永久失明和其他很多孩子痛苦地病變和眼睛發炎。研究中，他們把兒童描述成是「使用的材料」（material used）。
1909年，F. C. Knowles發表了一項研究，描述了在一所孤兒院爆發接觸傳染性軟疣後，他是如何故意讓兩名未染病的孤兒感得上這種病的。
1911年，洛克菲勒大學的野口英世醫生向146名醫院病人（包括兒童）注射了梅毒。之後野口英世被一些兒童患者的家長起訴，家長宣稱是他的實驗導致了梅毒。
1932年到1972年，美國公共衛生署在阿拉巴馬州塔斯基吉進行了臨床試驗塔斯基吉梅毒試驗。實驗中，400名患有梅毒的貧困男性黑人被研究人員提供「治療」。病人被告知在接受治療，但實際上沒有——儘管公共衛生署有當時已知可治癒這種致命疾病的青黴素——研究人員想看到梅毒在人體上的影響。參與測試的399個人中28人死於梅毒，100人死於併發症，40個人的妻子被傳染，19人的孩子得了先天性梅毒。1972年研究結束時，只有74人倖存。這項研究在1972年被泄密到媒體時，才因公眾的強烈反對而結束。
1941年，密西根大學醫生Francis和喬納斯·索爾克等研究人員在密西根精神病院通過向部分病人鼻道噴灑流行性感冒病毒，故意給他們感染這種疾病。  《Journal of Experimental Medicine》的编辑Francis Rous对Francis写下了下面这段话来评价他的实验：
“你会省下很多麻烦，如果你把论文发表在……除了《Journal of Experimental Medicine》之外什么地方都行。这个杂志长期以来处于那些反活体解剖人士的监督之下，这些人会毫不犹豫地大肆渲染你在你在为国家机构所做的实验中使用人体的事实。而毫无疑问这些实验完全是合理的。”
1941年，Dr. William C. Black給一名「被作為志願者提供的」12月大嬰兒接種了單純皰疹病毒。他把研究發給了《實驗醫學雜誌》（The Journal of Experimental Medicine），由於道德原因被拒絕。《實驗醫學雜誌》的編輯Francis Payton Rous說，這項實驗是「一種對權利的濫用，對於個人權利的侵犯，而且因為涉及科學而不可饒恕」這項實驗之後被發布在《小兒科雜誌》（Journal of Pediatrics）。
1940年代開始，由芝加哥大學醫學部與美軍和國務院聯合進行了國家鄉居修葺中心瘧疾研究項目中，研究了瘧疾對國家鄉居修葺中心犯人的影響。在紐倫堡審判中，納粹醫生引用此研究為自己辯護。此研究在國家鄉居修葺中心持續了29年。在1944年到1946年的相關研究中，芝加哥大學醫學院的Dr. Alf Alving故意給州醫院的精神病人染上瘧疾，以在他們身上測試瘧疾治療方法。
類似於塔斯基吉梅毒試驗，美国在1946年至1948年間為检验青霉素治療梅毒的效果，在危地馬拉人不知情的情況下在進行的一系列人体试验。
1950年9月20日到27日美国海军出动飞机在旧金山湾区的上风口，释放几万加仑混合“粘质沙雷氏菌”气溶胶，行动持续一周时间，成功感染旧金山整座城市。而根据美军在市区建立的43个采样点的数据显示，当地人每人每分钟要吸入5000以上的带菌微尘。此此模拟生物战对城市攻击的代号为“海洋飞沫行动”。截至1950年10月11日，11名旧金山居民来到斯坦福医院检查，均被发现非常罕见的严重尿路感染。旧金山的肺炎病例也有所增加，至少一人病死。 死者家属1981年起诉政府要求赔偿。 粘质沙雷氏菌试验至少持续到1969年。
也是在1950年，賓夕法尼亞大學的Dr. Joseph Stokes故意給200名女犯人染上病毒性肝炎。
從1950年代到1972年，紐約史泰登島威羅布克州立學校的精神殘疾兒童被故意感染上病毒性肝炎，研究為發現疫苗。從1963年到1966年，紐約大學的索尔·克鲁曼向精神殘疾兒童的父母保證，如果簽訂一張聲稱「接種疫苗」的程序知情同意書，威羅布克學校就會招收兒童。實際上，程序中包括通過讓他們進食肝炎患者糞便中的提取物，故意把孩子染上病毒性肝炎。
1952年，Sloan-Kettering Institute研究者Chester M. Southam向Ohio State Prison的犯人注射活癌症細胞。在這項國立衛生研究院贊助的實驗中，有半數犯人是黑人。也是在Sloan-Kettering，300名健康女性被注射活癌症細胞。醫生說，他們當時知道那可能會導致癌症。
1955年，中情局進行了一項生物武器實驗（不顧日內瓦公約第四條），用船在佛羅里達州坦帕灣外釋放百日咳細菌，導致該城市百日咳傳染性咳嗽，導致至少12人死亡。
1956年和1957年，美軍在薩凡納和佛羅里達州埃文帕克的城市中進行了一些生物武器實驗。實驗中，軍隊生物武器研究人員釋放了百萬隻感染的蚊子到了兩個鎮子，為了測試昆蟲是否會傳播黃熱病和登革熱。數百名居民感染了多種疾病，包括發燒、呼吸系統疾病、死胎、腦炎和傷寒症。軍隊研究人員裝作公共衛生工作者，向受害者拍照和進行藥物試驗。幾個人因此項實驗死亡。
1962年，Chester M. Southam給紐約布魯克林區Jewish Chronic Disease Hospital的22名年長病人注射活的癌症細胞，為了「研究健康身體如何對抗惡性細胞的入侵」。他曾在1952年對Ohio State Prison的犯人做過相同的實驗。此醫院的管理層試圖掩蓋這項實驗，而最終New York State medical licensing board給Southam判了一年緩刑。兩年後，American Cancer Society選舉他為副會長。
1966年，美軍把無害枯草桿菌釋放到紐約地鐵系統的隧道中，是他們叫做A Study of the Vulnerability of Subway Passengers in New York City to Covert Attack with Biological Agents的研究的一部分。军方也在芝加哥地铁系统中进行了类似的实验。

## 人體放射性試驗
美國研究人員為確定電離輻射和放射性污染對人體的影響，實施了數千例人體放射實驗，一般是在窮人、病人或無力之人上進行。大部分實驗都由美國軍隊、美國原子能委員會或多個其他美國聯邦政府部門實施、資助或監督。
這些實驗類型廣泛，包括向精神殘疾兒童或基於道德或宗教信仰原因拒絕服兵役者餵放射性食物、向士兵鼻子里插入鐳棒、故意把放射性物質釋放在美國和加拿大城市、測量核試驗放射性塵降物的健康影響、向孕婦和婦女注射放射性物質和輻射犯人睾丸等等。
最終，公眾對這些實驗的抗議發起了1994年人體放射實驗諮詢委員會。

### 放射性碘實驗
1953年，美國原子能委員會在愛荷華大學進行了多項對放射性碘對新生兒和孕婦影響的研究。一項研究中，研究人員讓孕婦服用了100到200微居里的碘-131，研究流產胎兒，以研究放射性碘穿越胎盤屏障的程度。另一項研究中，他們給25名新生兒口服或注射了（36小時以下，5.5-8.5磅）碘-131，為研究他們甲狀腺中碘的數量。
在美國原子能委員會進行的另一項研究中，內布拉斯加大學醫葯学院的研究人員通過胃管使28名健康嬰兒攝入了碘-131，目的是測量嬰兒甲狀腺的碘濃度。
在一項1949年稱為「Green Run」的實驗中，美國原子能委員會釋放了碘-131和氙-133到大氣層中，污染了面積500,000-英畝（2,000-平方）的地區，包括三個華盛頓漢福德場區附近的城鎮。
1953年，美國原子能委員會資助了一項研究，測試放射性碘對早產嬰兒和足月嬰兒的影響是否有區別。在這項實驗中，底特律哈珀（Harper）醫院的研究人員給65名2.1～5.5磅的早產和足月嬰兒口服了碘-131。
1962年，漢福德場區再次釋放了碘-131，研究人員於放射路徑安放被研究者以測試碘-131對其的影響。同時，美國原子能委員會也招募漢福德場區志願者，讓他們服用被碘-131污染的牛奶。

### 鈾實驗
1946年和1947年，羅徹斯特大學的研究人員向6個人注射了每公斤體重6.4到70.7微克劑量的鈾-234和鈾-235，為研究他們的腎臟在被損害後可以忍受多少。
1953年到1957年間，麻省總醫院的Dr. William Sweet向11位病危、昏迷和半昏迷的病人注射鈾，為了實驗它是否能治療腦腫瘤的化學療法，而病人中有一人是被误诊的。Dr. Sweet死於2001年，說獲得了病人或他們家屬的同意。

### 鈽實驗
1945年，作為曼哈頓計划的一部分，芝加哥大學Billings Hospital醫院的三位病人被注射鈽。
1946年，一個芝加哥冶金學實驗室的六名員工喝了被下鈽-239的水，目的是研究人員研究鈽在消化系統中是如何被吸收的。

### 涉及其他放射性物質的實驗
二戰結束之後，范德堡大學的研究人員給829名田納西州的懷孕母親服用了被告知是會使寶寶更健康的「維他命飲品」，實際上是包括放射性鐵的混合物，為研究放射性同位素進入胎盤有多快。已知至少三名兒童死於這項實驗引起的癌症和白血病。其中四名母親的嬰兒死於實驗引起的癌症，亦引致部份母親皮疹、跌損、貧血、頭髮、牙齒脫落與癌症等。
1946年到1953年間，馬薩諸塞州的弗纳尔德州立学校里，一項由美國原子能委員會和Quaker Oats公司贊助的實驗中，73名精神殘疾兒童被餵食包括放射性鈣和其他放射性同位素的燕麥片，為了追蹤「營養物如何被消化」。兒童沒有被告知食物是放射性物質，醫院職員和研究人員告訴他們在參加「科學俱樂部」。
1950年代，Medical College of Virginia的研究人員在一些嚴重燒傷者，其中大多數是窮人和黑人，沒有知情或同意的情況下身上進行了實驗，軍隊提供資金且美國原子能委員會提供合作。在這項實驗中，他們被再次燒傷，並進行實驗性抗生素治療和放射性同位素注射。被注入部分病人的放射性磷-32劑量有500微居里，是對健康個體「可接受」劑量的50倍；對於嚴重燒傷者，這似乎導致了死亡率的明顯上升。
1948年到1954年間，在聯邦政府的資助下，研究人員在約翰·霍普金斯醫院將鐳棒插入582名學生的鼻子里，作為對腺樣體切除術的替代。二戰期間，類似的實驗在超過7,000名美國陸軍和海軍士兵中進行。  最後，這治療法被普及，並被應用於超過二百五十萬美國人上。
1956年，在Walter E. Fernald State School進行的另一項實驗中，研究人員給精神殘疾兒童服用和注射放射性鈣。他們還注射放射性物質到營養失調的嬰兒中，將針管穿過他們的頭骨到他們的大腦、穿過他們的脖子、穿過他們的皮膚，收集腦脊液以進行分析。
一位要治療腦下垂體紊亂的18歲女性在一所紐約州立醫院被注射了鈽。
1961年和1962年，10名猶他州州立監獄囚犯被去除血液樣本，在混合了放射性物質之後被重新注射回體內。
1967年，一份在Journal of Clinical Investigation發布的研究中，怀孕的母親被注射放射性皮質醇，以觀察放射是否會穿過胎盤阻隔影響胎兒。

### 原子塵研究

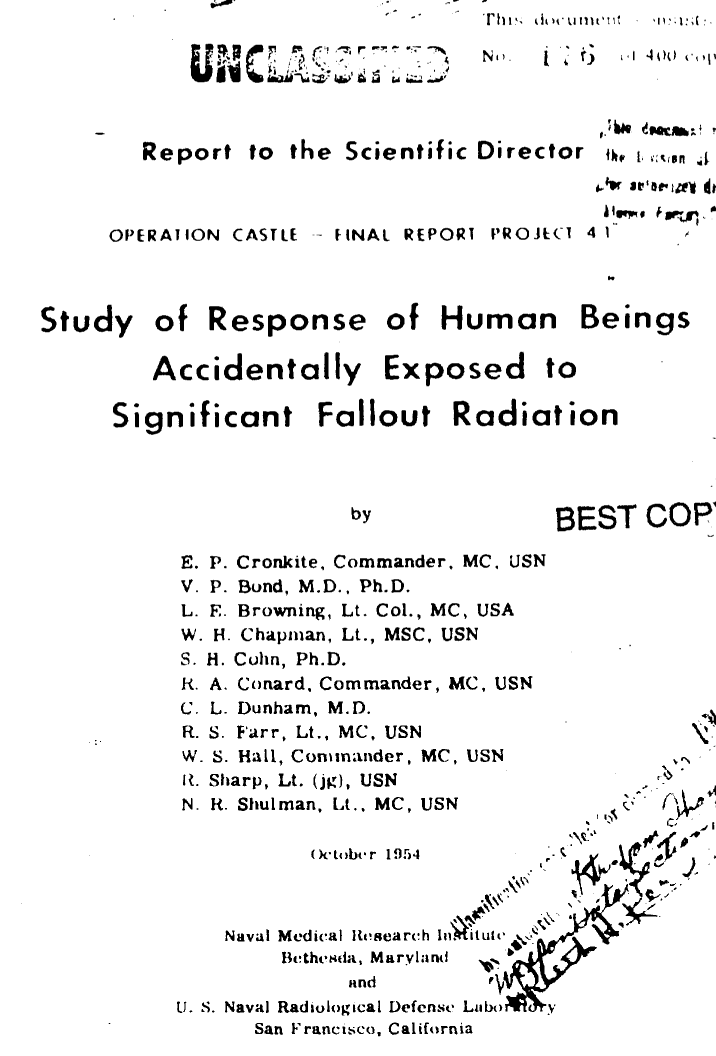
Project 4.1是檢驗放射性原子塵對馬紹爾群島居民的影響的計划，這是最終報告封面。

1954年，美國科學家在馬紹爾群島居民身上進行原子塵暴露研究，馬紹爾群島居民此前被Project 4.1中Castle Bravo核試驗非故意地輻射。Bravo實驗進行在朗格拉普環礁上風向，居民被暴露在嚴重放射級別，最多有180 rads。有236名馬紹爾群島的住民被輻射，部分得了輻射病，一人死亡。長期的影響包括嬰兒畸形、「軟弱」嬰兒、甲狀腺問題。
1957年，作為Operation Plumbbob的一部分，在內華達州上空爆炸的原子彈掉下的放射性落下灰，導致被暴露的美國公民甲狀腺癌數量上升11,000例至212,000例，導致1,100人至21,000人死亡。
冷戰早期，在知名於Project GABRIEL和Project SUNSHINE的研究中，美國、英國和澳洲的研究人員試圖測定多少原子塵會使地球不適宜居住。他們發現，大氣層核試驗提供了調查該問題的機會。這些實驗將放射性污染散布全球，人體的檢查可以揭示那會有多容易、此後會造成多大破壞。實驗其中一個重點是研究嬰兒骨中的鍶-90，因為他們將有充分的機會來吸收新的污染物
由於以上的結論，研究人員開始一個計劃，目的為收集來自世界各地的人體骨骼，並特別專注於嬰幼兒。這些骨頭被火化，並以骨灰進行放射性同位素分析。這項計劃保持保密，主要是因為那可能引發公共關係災難；結果父母，家人及其親屬沒有被告知嬰兒被做了這些研究。

### 放射性實驗
1960年到1971年間，國防部資助了在病人不知情的情況下對貧窮、黑人癌症病人的全身放射治療實驗。病人被告知，他們在接受可能治愈癌症的「治療」，但實際上，國防部是想測試高強度放射對人體的影響。一名參與實驗的醫生，Robert Stone，為防止被病人起訴，只在報告中用病人姓名的首字母指代他們。他這麼做，用自己的話說，就是「病人永遠不可能把自己與這份報告聯繫起來」，為防止「負面影響或起訴」。
從1960年到1971年，the Defense Atomic Support Agency資助Dr. Eugene Saenger在90多名窮人、黑人、晚期癌腫瘤癌症病人身上實施了全身放射性實驗。他偽造了知情同意書，並且沒有告知病人放射的危險。其中很多病人因此而劇烈疼痛和嘔吐。批評者質疑這項研究中的醫療理由，而Dr. Eugene Saenger指出，研究的主要目的是研究急性產生的放射線照射。
從1963年到1973年，一名前沿的內分泌學家，Dr. Carl Heller，輻射俄勒岡州和華盛頓州犯人的睾丸。他每月給犯人5美元作為回報，如果這項試驗導致必須做輸精管切除術，就支付給他們100美元。消毒這些犯人的外科醫生說，這是要“使一般人群與被輻射污染的人保持隔離＂。其中一名參與此實驗的研究人員，Dr. Joseph Hamilton說這些實驗"had a little of the Buchenwald touch"。
1963年，華盛頓大學研究人員輻射了232名犯人的睾丸，確定輻射對睾丸功能的影響。在這些犯人之後出獄生孩子後，至少有四人的後代先天畸型。因為研究人員沒有繼續追蹤人體實驗品的狀況，具體的數據不得而知。

## 化學實驗
從1942年到1944年，美國化學部隊把數千名美軍官兵暴露在芥子毒氣中，以測試防毒面具和防護衣的有效性。
從1950年到1953年，美軍在美國和加拿大的六個城市散布有毒化學物質，以測試化學武器的散播模式。軍隊記錄顯示，在加拿大溫尼伯城散播的化學物質包括硫化鎘鋅。
為測試用來製作糖蜜的硫酸作為食品添加劑是否有害，路易西安納州州立健康委員會進行了一項研究，讓「黑鬼囚犯」進食糖蜜5個星期。一份報告說，犯人沒有「反對參與試驗，因為那樣不會對他們有任何好處」。
1953年，在一篇醫學／科學雜誌《臨床科學》（Clinical Science）發表的文章中，描述了研究人員故意使用斑蝥讓41名8到14歲的兒童腹部的皮膚起上水泡。研究後，兒童們起水泡的皮膚被用剪刀剪下，塗抹上過氧化氫。

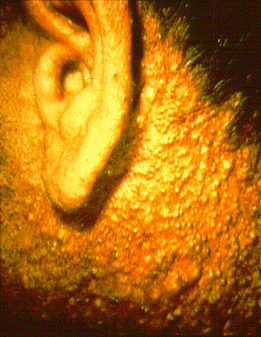
暴露在二噁英導致的氯痤瘡，在杭斯伯格州立監獄被艾伯特·克里格曼注射二噁英的犯人就會起這種瘡。

從大約1951年到1974年，賓夕法尼亞州杭斯伯格州立監獄的犯人被作為受試者，進行了大量的皮膚病學研究。這些研究由賓夕法尼亞大學的艾伯特·M.·克里格曼博士（Dr. Albert M. Kligman）領導，代表陶氏化工、美軍和強生公司實行。一項研究中，陶氏化工付給克里格曼10,000美元，克里格曼向70名犯人（多數是黑人）注射了二噁英——橙劑的高毒性、致癌成分，陶氏化工當時在越南工廠中使用這種物質。犯人遭受了嚴重的損害，而且數月未經治療。因為他們的工人得了氯痤瘡，陶氏化工想研究二噁英的健康影響和其他除草劑對人體皮膚的影響。研究中，克里格曼使用了與工人被暴露相似量的二噁英。1980年和1981年，多種健康問題出現在部分人體實驗品，包括紅斑性狼瘡和心理創傷。
克里格曼之後繼續其二噁英研究，並提高了二噁英的劑量：700微克，是陶氏化工要求他的468倍，在10名犯人的皮膚上塗抹。結果，犯人得了炎症性膿皰和丘疹。
杭斯伯格監獄項目中，也測試當時健康影響未知的多種化妝品和化合物，並以「養老金」為名義付給犯人錢。克里格曼到達杭斯伯格之後，有人說他說「我看到了幾英畝的皮膚...感覺就像一個農夫第一次看到沃土。」1964年的一期《醫學新聞》（Medical News）中報導，此監獄中有9/10的犯人是藥物試驗受試者。
1967年，美軍雇傭克里格曼在杭斯伯格居民的臉和皮膚上塗抹使皮膚起泡的化學物質。根據克里格曼的話，這是為了「了解皮膚如何長期抵抗有毒化學物質，即所謂的硬化過程。」

## 心理學和酷刑實驗

### 美國政府研究
美國政府資助和實施了多個心理實驗，尤其是在冷戰時代中。其中大部分是為美軍和情報機關為開發更有效的酷刑和訊問技術，也為開發反制敵國、敵機構審訊的技術。
1947年到1953年，在一項名為Chatter计划的研究中，美國海軍開始識別和測試真相葯，他們想在審訊蘇聯間諜時使用。部分在人體上進行了實驗，包括麥司卡林和抗膽鹼葯莨菪鹼。
不久之後，在1950年，中央情報局發起了蓝鸟计划，之後更名為洋蓟计划，聲明目的是開發「通過特殊審訊技術控制個人的方法」、「防止中央情報局特工招供的方法」和「非常規技術，例如醉眠和藥品的攻擊性使用」。1952年1月的一份備忘錄中描述，此項計划的目的是「我們是否能讓一個人違背自己的意志，服從我們的命令，甚至違背自然基本定律，比如保全自身？」此計劃在人體受試者上研究了催眠的使用，強制使嗎啡成癮，之後強制戒除，和使用其他物質、其他方法，患健忘症及其他脆弱狀態。為了研究「可讓個人無論是否願意而提取信息」的技術，蓝鸟计划研究人員實驗了多種心理葯物，包括LSD、海洛因、大麻、古柯鹼、PCP、麥司卡林和醚。在馬里蘭州的埃奇伍德兵工厂，蓝鸟计划研究人員在沒有知曉或同意的情況下，給7,000名美軍士兵服用了LSD。造成超過1,000名士兵得了多種精神病，包括抑鬱症和癲癇。部分人試圖自殺。
1952年，專業網球運動員哈罗德·布劳尔在被哥倫比亞大學纽约州精神病研究所的詹姆斯·卡特尔博士注射致命劑量的墨斯卡靈衍生物後死亡。資助此項研究的美國國防部與司法部、纽约州总检察长相勾結，隱瞞它參與的證據長達23年。Cattell稱自己不知道軍隊給他注射給布劳尔的是什麼，說：「我們不知道那是狗尿還是我們給他的東西。」
1953年，在中央情報局主管艾伦·杜勒斯抱怨說，沒有足夠的「人類實驗品去測試這些驚人的技術」，之後中央情報局將幾個情報和思想控制項目放在了一個實驗計划中，代號MKULTRA。 The MKULTRA project was under the direct command of Dr. Sidney Gottlieb of the Technical Services Division.這項計划獲得了超過兩千五百萬美元資金，在80個不同的機構涉及了百例人體實驗。1954年，為研究中國洗腦技術和開發有效的審訊手段，中央情報局創建了QKHILLTOP項目。據信，大多數早期的研究都由康乃爾大學Medical School的人類生態學研究項目下實施，為Dr. Harold Wolff指導。Wolff要求中情局一共給他關於「威脅、脅迫、監禁、剝奪、羞辱、酷刑、『洗腦』、『black psychiatry』和催眠，或幾者的混合，包括或不包括化學葯劑」任何可以找到的信息。1963年，中情局將一些心理學研究中的發現寫在《KUBARK反間諜審訊》手冊中，其中引用了多項MKULTRA研究和其他為審訊科學秘密研究項目。卡梅倫到美國各地向軍事人員傳授他的技術（為感官剝奪、長期隔離、侮辱等蒙住犯人），以及怎樣在審訊中使用。為中情局和美軍工作的美國拉丁準軍事力量在像美洲學校的地方接受培訓。直至今日，很多MKULTRA中開發的酷刑術依然在美軍和中情局監獄，如關塔納摩監獄和阿布格萊布監獄中使用。國會聽證的風波中，主要媒體集中於報導轟動效應的相關新聞，如LSD、「思想控制」和「洗腦」，很少使用單詞「酷刑」，這使中情局研究人員獲得「一群笨手笨腳的科幻小丑」的形象，而不是獲得——在主要美國大學進行進行酷刑實驗、葯物試驗，並酷刑虐待、剝奪、精神虐待小孩，使其中不少人永久得上精神病的一群人——的理性形象。
從1964年到1968年，美軍向艾伯特·克里格曼和Herbert W. Copelan教授支付$386,486用於在霍姆斯堡监狱的320名犯人中測試精神葯品。此研究的目的是研究可使任何服用者殘疾50%的最小劑量。兩名教授起初說自己不知道葯物對犯人會有任何長期的健康影響，然而，文檔之後揭示不是這樣。
根據一項人权医师组织的報告，醫學專業人員聚集並收集中情局對於拘留者的酷刑技術，來改進這些技術，以「提供酷刑的法律掩護，以及幫助形成和證明未來程序和政策是正當的。」這份報告中陳述：「用研究和醫學實驗改進用於測量大規模水刑並根據結果調整水刑過程。」一項實驗的結果是，醫生建議向水中加入鹽，以「避免使拘留者過度喝入水而昏迷或死亡。」睡眠剝奪測試在超過12名囚犯中被實行，在48-、96-和180-小時增量。醫生收集數據，以幫助評判此技術的情緒和身體影響，以「調整訊問時拘留者感受痛苦的水平」，並研究使用這種技術是否會使個體的「感受劇痛的敏感度」上升。The CIA denied the allegations, claiming they never performed any experiments, and saying "The report is just wrong"; however, the U.S. government never investigated the claims.
2010年8月，美國武器製造公司雷神公司宣布，與加利福尼亞卡斯泰克的一所監獄合作使用犯人作為受試者測試新「給可導致不可忍受疼痛的隱形熱射束武器點火」的非致死武器系統。

### 學術探究
1939年，愛荷華州達文波特Iowa Soldiers' Orphans' Home的22名兒童成為所謂的怪物實驗的目標。這項實驗試圖使用心理虐待使說話正常的兒童變得口吃。這項實驗由美國接觸病理學家Dr. Wendell Johnson設計，目的是測試他對口吃成因的理論之一。
1961年，作為對紐倫堡審判的回應，耶魯大學心理學家斯坦利·米爾格拉姆進行了他「權力服從研究」的實驗（知名於米爾格倫實驗），為了研究「僅僅是執行命令」能否可能導致300萬人被納粹種族滅絕發生。由於The Milgram Experiment使參與者讓經受了極度的心理壓力，而且他們被告知，他們在實驗中對受試者進行了電擊（實際上由演員表演，並未真的有電擊），這使一個關於科學實驗的倫理學問題浮現。
1970年代，一名嘗試研究同性戀轉化療法可行性的醫師喬治·里克斯，嘗試對數個被認為是娘娘腔男孩的個案進行類似厭惡療法的實驗，並對此假設能預防其未來成為男同性戀者（背後的理論認為娘娘腔男孩成年後必然成為男同性戀者，這理論其實從未有研究依據）。一名4歲的個案科克·安德魯·墨菲（Kirk Andrew Murphy）成為實驗對象，因其母親認為他的行為與喜好過度女性化。家人被要求，只要墨菲一表現出女性化的模樣，就給予特定顏色的籌碼，每天夜間清點籌碼數量後對其予以體罰，這樣的程序一直實施到其不再表現出女性化行為為止。墨菲長大後雖成家立業，但在2003年自殺身亡。後來其親人承認，這實驗失敗了且「使墨菲終生陷入抑鬱裡」。當年提出研究的里克斯醫師在被記者突擊採訪時則聲稱「並無直接證據顯示墨菲的自殺與其實驗有關係」。結果證實，同性戀轉化療法不但反使當事人承受更嚴重的傷害，且被廣泛認定是一種用學術研究包裝同性戀迫害的手法。

## 藥理研究
在1940年代後，哈佛大學研究人員在芝加哥大學產婦醫院的懷孕母親身上測試己烯雌酚，一種合成的雌激素。被測試者流產數量異常的高，產兒體重也低。沒有任何一個孕婦受試者被告知實驗。
研究人員在馬里蘭州Laurel兒童中心的兒童身上測試了實驗性粉刺藥物，甚至在藥物對一半被測試兒童造成了嚴重肝臟損害後還繼續實驗。
從1988年到2008年，為美國消費者進行的海外臨床試驗上升了2,000%，達大約6,500個案例。這些實驗通常在有大面積窮人和文盲的地區進行。這里的人通過在表格上簽名「X」或按指紋表示同意。這些測試很少被FDA監控，部分病例被證明是致命的，如一個在印度新德里對嬰兒進行的進行的30月實驗，有49名嬰兒死亡。在沒有安全規定的國家進行試驗，花費少得多；而且由於監管的鬆懈或不存在，藥物公司（或者他們簽訂協議的研究公司）更容易阻止有害效果的報導，只報導積極結果。

## 其他實驗
1846年弗吉尼亞州彼得斯堡的Dr. Walter F. Jones的期刊描述了他是如何每四小時一次地將開水倒到被傷寒肺炎折磨的奴隸後背上，因為他認為這樣可能通過「刺激毛細血管」「治癒」疾病。從1940年代初到1953年，被高度尊敬的兒科神經精神病Dr. Lauretta Bender，在紐約城的Bellevue Hospital，於至少100名3–12歲兒童身上進行了電擊實驗。也有報導說，他在超過200名兒童上進行次實驗。電痙攣療法在此醫院的1942年到1956年間治療過超過500名兒童，包括Bender的受試者，從1956年到1969年又在Creedmoor State Hospital Children's Service進行。公開的，Bender說「電擊」的結果是肯定的，但在私人備忘錄中，她表達了治療導致精神健康問題的挫折。 Bender有時會電擊精神分裂症兒童（有些小於3歲），每天兩次，連續20天。一些被實驗的兒童變得暴力和想要自殺。
1963年和1966年間，醫學研究人員Saul Krugman和Robert W. McCollum在Staten Island的威羅布克州立學校智力殘疾兒童學校進行了一項高度爭議的醫學研究。為了檢測丙種球蛋白在對抗肝炎的效果，研究人員將一種導致肝炎的病毒秘密地、故意地讓兒童口服或注射。在Senator Robert F. Kennedy的曝光和批評後，這項研究在公眾反對下停止了。 New York Senator Robert Kennedy和一個電視報導組參觀了威羅布克州立學校。「他把威羅布克的狀況比作『瘋人院』，說此機構『拒絕任何教育的機會，缺乏公民自由』。」那年的晚些時候，他就此國家機構「喪失人性的狀況」寫信給NYS Legislature聯席會議。
1942年，哈佛大學生物化學家Edward Cohn在一部分美國海軍贊助的研究中，將64名馬薩諸塞州囚犯輸上母牛血。
1950年，Cleveland City Hospital的研究人員進行了多項試驗研究端腦血液流動的變化，他們在端腦將人們進行脊髓麻醉，之後插入一些針管到他們的頸靜脈，當大量血液損失導致麻痹和昏暈後，測量他們的血壓。這項實驗經常在同一受試者上實施多次。
在醫學期刊Pediatrics發布的一系列研究中，加利福尼亞大學小兒科部的研究人員在113名從1小時大到3天大的新生兒中研究血壓和血流量改變。一項研究中，研究人員將一支導管伸入嬰兒的臍動脈再到主動脈，之後把他們的腳放入冷水中。另一項研究中，研究人員把50名新生兒綁在割禮板上，之後讓他們倒立，為他們的所有血液沖進頭部。
從1963年到1969年，作為Project Shipboard Hazard and Defense（SHAD）的一部分，美軍向幾艘美國輪船噴灑多種生化武器葯劑，此時有數千名美軍士兵在船上。士兵沒有被告知這項實驗，也沒有穿任何防護服。測試的葯品有包括VX和沙林的神經毒氣、包括硫化鎘鋅和二氧化硫的有毒化學品，以及多種生物葯劑。
San Antonio Contraceptive Study是一項1971年出版的臨床研究，為研究口服避孕葯的副作用。來San Antonio避孕的女性沒有被告知是參與了研究，服用的是安慰劑。10名服用安慰劑的女性懷了孕。
2000年代，Northfield Labs在病人未同意的情況下，把人造血液輸進研究個體。以後的研究顯示，人造血液導致了明顯的心臟病發病率和死亡率的上升。

## 法律學術和專業的政策
在紐倫堡審判期間，幾個納粹的醫生和科學家由於他們的人體實驗受到審判。他們聲稱，研究的靈感來自他們注意到在美國的研究。 1945年，作為回紋針行動的一部分，美國政府招募了1600名納粹科學家，其中很多都有在納粹集中營進行可怕人體實驗的經歷。為美國政府做研究的科學家們，作為回報將被赦免任何曾為納粹政府工作犯下的戰爭罪行。到達美國後，許多納粹科學家繼續進行他們的人體試驗。
一份1947年4月17日名為Medical Experiments in Humans的AEC文件：「人體實驗有關的文檔要求不被公開，因為可能會輿論不利或引起訴訟。相關文檔需被保密。」
此時，Public Health Service被要求告知炸彈實驗下風向的居民，上升的癌症率是由於神經症，有輻射病、掉頭髮、皮膚燒傷的女性是由於「家庭主婦綜合症」。
1964年，一組醫學社區通過了對待人體實驗的道德原則。
在1966年，國立衛生研究院保護研究受試者辦公室成立，並公布了其「人類受試者政策保護」，建議建立獨立的審查機構，後來被稱為機構審查委員會。
在1969年，肯塔基州上訴法院法官塞繆爾·斯坦因費爾德拒絕同意Strunk v. Strunk, 445 S.W.2d 145,並且第一次做了司法建議，紐倫堡守則應該應用於美國的法律哲學。
1974年，國家研究法案建立了保護人類受試者國家委員會，並命令美国公共衛生局出台保護其人類受試者權利的法規。
MK-ULTRA计划在1975年最初由美國國會通過丘奇委員會和美國總統調查中情局美國境內活動委員會的調查公開，引起廣泛的公眾關注。

1975年，醫療、教育和福利部（DHEW）建立了規定，其中包括了美國國立衛生研究院1966年人體受試者保護政策的建議。標題中的45代碼的聯邦法規，被稱為"普通規則，「需要在實驗用人類的學科中預約和利用機構審查委員會。 
美國聯邦法規第45條，知名於「普通規則」（"The Common Rule"），要求在人體實驗前徵得機構審查委員會的同意。
1979年4月18日由於一位調查記者對塔斯基吉梅毒試驗的公開揭露，健康和人類服務部（後改名為美國衛生及公共服務部）發布了一份報告，題為「研究中人體受試者保護的道德原則和指導方針」，作者Dan Harms，列出了很多現代醫學實驗的道德准則。
1987年，美國最高法院裁定，美國訴Stanley案中，在不知情的情況下，因為醫學實驗服用LSD的軍人不能要求美軍賠償損失。
不同意美國訴Stanley案中的判決結果，桑德拉·戴·奧康納法官說：
    No judicially crafted rule should insulate from liability the involuntary and unknowing human experimentation alleged to have occurred in this case. Indeed, as Justice Brennan observes, the United States played an instrumental role in the criminal prosecution of Nazi officials who experimented with human subjects during the World War II , and the standards that the Nuremberg trials developed to judge the behavior of the defendants stated that the 'voluntary consent of the human subject is absolutely essential ... to satisfy moral, ethical, and legal concepts.' If this principle is violated, the very least that society can do is to see that the victims are compensated, as best they can be, by the perpetrators.
1994年1月15日，比爾·柯林頓總統成立了人體放射性實驗諮詢委員會（ACHRE）。這個委員會成立調查和報告在聯邦政府資助的研究中，使用人類作為電離輻射受試者的影響。該委員會試圖確定實驗的原因，以及為什麼沒有被正確監管，並提出了幾條幫助防止未來發生類似事件的建議。
截至2007年，沒有任何一名美國政府研究人員由於進行人實驗而遭到起訴。

### 引用
1. ↑  . news.google.com.   [2020-06-21]. （原始内容存档于2020-06-23）.
2. ↑  Washington, Harriet A. . Knopf Doubleday Publishing Group. 2008-01-08: 63  [2020-06-21]. ISBN 978-0-7679-2939-4. （原始内容存档于2020-09-18） （英语）.
3. ↑  Perper, Joshua A.; Cina, Stephen J. . Springer Science & Business Media. 2010-06-14: 88  [2020-06-21]. ISBN 978-1-4419-1369-2. （原始内容存档于2020-09-15） （英语）.
4. ↑  Harriet A. Washington. . Knopf Doubleday Publishing Group. 2008-01-08  [2016-07-01]. （原始内容存档于2019-06-12）.
5. 1 2  Lederer, Susan E. . JHU Press. 1997-11-07: 7  [2020-06-21]. ISBN 978-0-8018-5709-6. （原始内容存档于2016-12-22） （英语）.
6. 1 2 3 4  Director, Program in Medical Ethics Michael A. Grodin; Health, Leonard H. Glantz Associate Director and Professor of Health Law both at the Boston University Schools of Medicine and Public. . Oxford University Press, USA. 1994-02-08: 7  [2020-06-21]. ISBN 978-0-19-977142-4. （原始内容存档于2020-08-30） （英语）.
7. 1 2  Blue, Ethan. . Pacific Historical Review. 2009, 78 (2): 210–241  [2020-06-21]. ISSN 0030-8684. doi:10.1525/phr.2009.78.2.210. （原始内容存档于2021-03-09）.
8. ↑  Hornblum, Allen M. . Psychology Press. 1998: 79  [2020-06-21]. ISBN 978-0-415-91990-6. （原始内容存档于2016-12-20） （英语）.
9. ↑  Lederer, Susan E. . JHU Press. 1997-11-07: 3  [2020-06-21]. ISBN 978-0-8018-5709-6. （原始内容存档于2019-06-28） （英语）.
10. ↑  Shamoo, Adil E.; Resnik, David B. . Oxford University Press. 2009-02-12: 238  [2020-06-21]. ISBN 978-0-19-970960-1. （原始内容存档于2016-12-20） （英语）.
11. 1 2 3 4  Germ War: The US Record （页面存档备份，存于） – Alexander Cockburn, Counterpunch
12. 1 2  Perper, Joshua A.; Cina, Stephen J. . Springer Science & Business Media. 2010-06-14: 89  [2020-06-21]. ISBN 978-1-4419-1369-2. （原始内容存档于2020-08-31） （英语）.
13. 1 2  Hornblum, Allen M. . Psychology Press. 1998: 76  [2020-06-21]. ISBN 978-0-415-91990-6. （原始内容存档于2016-12-20） （英语）.
14. ↑  Roger Cooter. . Routledge. 1992: 104–105. ISBN 9780203412237.
15. ↑  . Annals of Internal Medicine. 1995-07-15, 123 (2): 159–160. ISSN 0003-4819. doi:10.7326/0003-4819-123-2-199507150-00027.
16. ↑  . NCHHSTP. CDC. 2008-06-25  [2008-12-04]. （原始内容存档于2015-12-01）.
17. ↑  The Tuskegee Syphilis Experiment （页面存档备份，存于） Borgna Brunner.  Retrieved 2010-03-25
18. ↑  Meiklejohn, Gordon N., M.D. "Commission on Influenza." in Histories' of the Commissions Ed. Theodore E. Woodward, M.D., The Armed Forced Epidemiological Board, 1994
19. ↑  Halpern, 2006: p. 199
20. ↑  Director, Program in Medical Ethics Michael A. Grodin; Health, Leonard H. Glantz Associate Director and Professor of Health Law both at the Boston University Schools of Medicine and Public. . Oxford University Press, USA. 1994-02-08: 14  [2020-06-23]. ISBN 978-0-19-977142-4. （原始内容存档于2020-07-09） （英语）.
21. ↑  Brody, 1998: p. 120 （页面存档备份，存于）
22. ↑  Cina & Perper, 2010: p. 94 （页面存档备份，存于）
23. ↑  Black, William C. . The Journal of Pediatrics. 1942-02, 20 (2): 145–160. ISSN 0022-3476. doi:10.1016/s0022-3476(42)80125-0.
24. ↑  Law, George J. Annas Edward R. Utley Professor of Health; Health, Medicine Michael A. Grodin Associate Professor of Philosophy and Associate Director of Law, and Ethics Program both of the Boston University Schools of Medicine and Public. . Oxford University Press, USA. 1992-05-07: 267  [2020-06-23]. ISBN 978-0-19-977226-1. （原始内容存档于2020-08-29） （英语）.
25. ↑  Hornblum, Allen M. . Taylor & Francis. 1999-04-12: 76  [2020-06-23]. ISBN 978-0-203-90395-7. （原始内容存档于2016-12-25） （英语）.
26. ↑  Rothman, 1992: p.36[]
27. ↑  Moreno, 2001: pp. 233-234
28. ↑  Blum, William. . Zed Books. 2006: 147–149. ISBN 9781842778272.
29. ↑  "How the U.S. Government Exposed Thousands of Americans to Lethal Bacteria to Test Biological Warfare" （页面存档备份，存于）, Democracy Now!, 7/13/2005
30. ↑  Howard Gordon Wilshire, Jane E. Nielson, Richard W. Hazlett. . Oxford University Press. 2008: 176  [2012-03-03]. ISBN 9780195142051. （原始内容存档于2020-05-04）.
31. ↑  Tansey, Bernadette. . San Francisco Chronicle. October 31, 2004  [2022-07-15]. （原始内容存档于2012-05-14）.
32. ↑  Anía BJ. . EMedicine. WebMD. October 1, 2008  [2012-03-03]. （原始内容存档于2019-04-11）. Retrieved on November 23, 2011.
33. ↑  Cole, 1996: p. 17 （页面存档备份，存于）
34. ↑  Melnick, Alan L. . Springer. 2008: 2  [2012-03-03]. ISBN 9780387472317. （原始内容存档于2020-05-04）.
35. ↑  Hornblum, 1998: p. 91
36. ↑  Frederick Adolf Paola, Robert Walker, Lois Lacivita Nixon (编). . Jones & Bartlett Publishers. 2009: 185–186. ISBN 9780763760632.
37. ↑  Hammer Breslow, Lauren. "The Best Pharmaceuticals for Children Act of 2002: The Rise of the Voluntary Incentive Structure and Congressional Refusal to Require Pediatric Testing", Harvard Journal of Legislation, Vol. 40
38. ↑  Offit, Paul A. . Yale University Press. 2007: 37  [2012-03-03]. ISBN 9780300126051. （原始内容存档于2021-02-25）.
39. ↑  Goliszek, 2003: p. 228
40. 1 2 3  Blum, William. . Zed Books. 2006: 150–151. ISBN 9781842778272.
41. ↑  . msuweb.montclair.edu.   [2020-06-21]. （原始内容存档于2021-03-29）.
42. ↑  . Global Research. 2009-08-09  [2020-06-21]. （原始内容存档于2012-05-07） （美国英语）.
43. ↑  Cole, 1996: pp. 28-30 （页面存档备份，存于）
44. 1 2  Loue, 2000: pp. 26-29
45. ↑  Moreno, 2001: p. 234 （页面存档备份，存于）
46. ↑  Cina & Perper, 2010: p. 95 （页面存档备份，存于）
47. ↑  Wheelis, Mark;Rózsa, Lajos; Dando, Malcolm. . Harvard University Press. 2006: 27–28  [2012-03-03]. ISBN 9780674016996. （原始内容存档于2020-05-04）.
48. ↑  . Democracy Now!.   [2020-06-21]. （原始内容存档于2019-04-01） （英语）.
49. 1 2  Loue, Sana. . Springer Science & Business Media. 2000-08-31: 19  [2020-06-21]. ISBN 978-0-306-46448-5. （原始内容存档于2016-12-20） （英语）.
50. 1 2 3 4 5 6  Goliszek, 2003: pp. 132-134
51. ↑  Goliszek, 2003: pp. 130-131
52. 1 2  Goliszek, 2003: pp. 136-137
53. ↑  Moreno, Jonathan D. . Psychology Press. 2001: 132  [2020-06-21]. ISBN 978-0-415-92835-9. （原始内容存档于2016-12-20） （英语）.
54. ↑  LeBaron, Wayne D. . Nova Publishers. 1998: 109–111. ISBN 9781560725565.
55. ↑  Eileen Welsome. . New York: Dial Press. 1999: 146–148. ISBN 0-385-31402-7.
56. 1 2  LeBaron, Wayne D. . Nova Publishers. 1998: 97–98. ISBN 9781560725565.
57. ↑  Pacchioli, David,（March 1996）"Subjected to Science" 的存檔，存档日期2013-01-10., Research/Penn State, Vol. 17, no. 1
58. ↑  Goliszek, 2003: p. 139
59. ↑  . CBS News. April 29, 2004  [February 18, 2010]. （原始内容存档于2013-10-23）.
60. 1 2  Abhilash R. Vaishnav. . The Tech. 1994  [2012-03-03]. （原始内容存档于2019-03-30）.
61. ↑  "Transcript - February 15, 1995" （页面存档备份，存于）, Eleventh Meeting, February 19–20, 1995 - Washington D.C., 人體放射性實驗諮詢委員會（accessed: 02/19/2010）– see testimony of Honicker
62. ↑  Eckart, 2006: p. 263
63. 1 2 3  . www.baltimorechronicle.com.   [2020-06-21]. （原始内容存档于2017-07-15）.
64. ↑  Inc, Educational Foundation for Nuclear Science. . Educational Foundation for Nuclear Science, Inc. 1996-01: 32  [2020-06-21]. （原始内容存档于2020-09-15） （英语）.
65. ↑  Stewart A. Farber. . Testimony to U.S. Senate Committee on Governmental Affairs (ACHRE hearings). March 12, 1996  [2012-03-03]. （原始内容存档于2020-05-05）.
66. ↑  Goliszek, 2003: p. 253
67. ↑  . Democracy Now!.   [2020-06-21]. （原始内容存档于2021-04-05） （英语）.
68. ↑  LeBaron, Wayne D. . Nova Publishers. 1998: 105. ISBN 9781560725565.
69. 1 2 3 4 5  Goliszek, 2003: pp. 223-225
70. ↑  . nuclearweaponarchive.org.   [2020-06-21].[]
71. ↑  Nuclear Issues 的存檔，存档日期2016-04-24.
72. ↑  Institute of Medicine（U.S.）. Committee on Thyroid Screening Related to I-131 Exposure, National Research Council（U.S.）. Committee on Exposure of the American People to I-131 from the Nevada Atomic Bomb Tests (编). . National Academies Press. 1999: 113–114. ISBN 9780309061759. deaths taken from 90% survival rate, applied to # of cases
73. ↑  ACHRE Report:New Ethical Questions for Medical研究人員 （页面存档备份，存于）
"In 1949, the AEC undertook Project Gabriel, a secret effort to study the question of whether the tests could threaten the viability of life on earth. In 1953, Gabriel led to Project Sunshine..."
74. ↑  U.S. Department of Energy, "Report on Project Gabriel" （页面存档备份，存于）, July 1954
75. ↑  Goncalves, Eddie. . The Observer. 2001-06-03  [2020-06-21]. ISSN 0029-7712. （原始内容存档于2020-05-06） （英国英语）.
76. ↑   (PDF).   [2012-03-03]. （原始内容存档于2017-12-15）.
77. ↑  LeBaron, Wayne D. . Nova Publishers. 1998: 99–100. ISBN 9781560725565.
78. ↑  Facebook. . Los Angeles Times. 2007-10-06  [2020-06-21]. （原始内容存档于2017-06-12） （美国英语）.
79. ↑  . www.netti.fi.   [2020-06-21]. （原始内容存档于2019-02-21）.
80. ↑  Cockburn, Alexander; Jeffrey St. Clair. . New York: Verso. 1998: 157–159. ISBN 1859842585.
81. ↑  Goliszek, 2003: Ch. 4
82. ↑  Moreno, 2001: pp. 40-43 （页面存档备份，存于）
83. ↑  Freeman, Karen. . Bulletin of the Atomic Scientists. December 1991: 30–39  [2012-03-03]. （原始内容存档于2020-05-05）.
84. ↑  Pechura, Constance M. & Rall, David P. (编). . National Academies Press. 1993: 31  [2012-03-03]. ISBN 9780309048323. （原始内容存档于2020-05-05）.
85. ↑  Cina & Perper, 2010: p. 96 （页面存档备份，存于）
86. ↑  Mangold, Tom; Goldberg, Jeff. . Macmillan. 2000: 37  [2012-03-03]. ISBN 9780312203535. （原始内容存档于2020-05-05）.
87. ↑  B.M. Ansell, F. Antonini, L.E. Glynn: "Cantharides blisters in children with rheumatic fever". Clinical Science, November 1953, 12 (4): 367-373.
88. ↑  Hornblum, 1998: p. 216 （页面存档备份，存于）
89. ↑  Cina & Perper, 2010: pp. 92-93 （页面存档备份，存于）
90. ↑  Washington, 2008: pp. 249-262 （页面存档备份，存于）
91. 1 2 3 4  Kaye, Jonathan. "Retin-A's Wrinkled Past", Pennsylvania History Review, Spring 1997.
92. ↑  Hornblum, 1998: p. 320
93. ↑  . The Pennsylvania Gazette (The University of Pennsylvania). Jan/Feb 2001  [9 November 2009]. （原始内容存档于2016-10-18）.
94. ↑  Hornblum, 2007: p. 52
95. ↑  Goliszek, 2003: p. 226
96. 1 2 3  Goliszek, 2003: pp. 152-154
97. ↑  . nsarchive2.gwu.edu.   [2020-06-21]. （原始内容存档于2015-02-25）.
98. ↑  Church Committee; p. 390 （页面存档备份，存于） "MKULTRA was approved by the DCI [Director of Central Intelligence] on April 13, 1953"
99. ↑  Estabrooks, G.H. Hypnosis comes of age. Science Digest, 44-50, April 1971
100. ↑  Gillmor, D. I Swear By Apollo: Dr. Ewen Cameron and the CIA-Brainwashing Experiments. Montreal: Eden press, 1987.
101. ↑  Scheflin, A.W., & Opton, E.M. The Mind manipulators. New York: Paddington Press, 1978.
102. ↑  Thomas, G. Journey into Madness: The Secret Story of Secret CIA Mind Control and Medical Abuse. New York: Bantam, 1989 (paperback 1990).
103. ↑  Weinstein, H. Psychiatry and the CIA: Victims of Mind Control. Washington, DC: American Psychiatric Press, 1990.
104. ↑  Otterman, 2007: p. 23
105. ↑  Otterman, 2007: pp. 21-22
106. ↑  John S. Friedman (编). . Macmillan. 2005: 146. ISBN 9780312425173.
107. ↑  Cole, Leonard A. . Macmillan. 1996-10-15: 31  [2020-06-23]. ISBN 978-0-8050-7214-3. （原始内容存档于2020-07-09） （英语）.
108. 1 2  McCoy, 2006: pp. 28-30
109. ↑  APPENDIX C: Documents Referring To Subprojects （页面存档备份，存于） – 1977 Senate MKULTRA Hearing（accessed: 02/18/2010）
110. ↑  Otterman, 2007: pp. 24-25
111. ↑  McCoy, 2006: pp. 50-53
112. 1 2 3  娜歐米·克萊因. . . New York: Metropolitan Books. 2007. ISBN 0805079831.
113. ↑  U.S. Has a History of Using Torture （页面存档备份，存于） – Alfred W. McCoy, Z Magazine.
114. ↑  Sheldon Richman. . Counterpunch. June 23, 2010  [2012-03-03]. （原始内容存档于2011-05-01）.
115. ↑  Experiments in Torture: Human Subject Research and Experimentation in the「Enhanced」Interrogation Program （页面存档备份，存于）, Physicians for Human Rights, June 2010
See also:
*Related Publications （页面存档备份，存于）
*Outside Academic Experts Respond to Experiments in Torture （页面存档备份，存于）
*Complaint to Office of Human Research Protections Regarding Evidence of CIA Violations of Common Rule （页面存档备份，存于）
*Experiments in Torture (video) （页面存档备份，存于）
116. ↑  . Democracy Now!.   [2020-06-21]. （原始内容存档于2018-01-17） （英语）.
117. ↑  ,   [2020-06-21], （原始内容存档于2010-11-02） （中文（中国大陆））
118. ↑  Risen, James. . The New York Times. 2010-06-07  [2020-06-21]. ISSN 0362-4331. （原始内容存档于2018-01-31） （美国英语）.
119. ↑  ICRC Report on the Treatment of Fourteen「High Value Detainees」in CIA Custody （页面存档备份，存于）, International Committee of the Red Cross, 14 February 2007
120. ↑  . Democracy Now!.   [2020-06-21]. （原始内容存档于2016-10-13） （英语）.
121. ↑  Theory improved treatment and understanding of stuttering: Ethics concerns led研究人員to conceal the experiment Decades later, the experiment's victims struggle to make sense of their past （页面存档备份，存于）, Jim Dyer, San Jose Mercury News, Monday, June 11, 2001（accessed: 02/17/2010）
122. ↑  ,   [2020-06-21], （原始内容存档于2021-02-23） （中文（中国大陆））
123. ↑  ,   [2020-06-21], （原始内容存档于2021-02-11） （中文（中国大陆））
124. ↑  ,   [2020-06-21], （原始内容存档于2017-06-06） （中文（中国大陆））
125. ↑  . www.cnn.com.   [2020-06-21]. （原始内容存档于2019-02-13） （英语）.
126. ↑  Loue, 2000: p. 30
127. ↑  Deadly Medicine: FDA Fails to Regulate Rapidly Growing Industry of Overseas Drug Testing （页面存档备份，存于）, Democracy Now!, December 17, 2010
128. ↑  Barlett, Donald L. & Steele, James B. . Vanity Fair. January 2011  [2012-03-03]. （原始内容存档于2014-04-05）.
129. ↑  Washington, Harriet A. . Knopf Doubleday Publishing Group. 2008-01-08: 60  [2020-06-21]. ISBN 978-0-7679-2939-4. （原始内容存档于2016-12-20） （英语）.
130. ↑  Savitt, Todd Lee. . University of Illinois Press. 2002: 299  [2012-03-03]. ISBN 9780252008740. （原始内容存档于2020-09-12）.
131. ↑  Shamoo, Adil E.; Resnik, David B. . Oxford University Press. 2009-02-12: 239  [2020-06-21]. ISBN 978-0-19-970960-1. （原始内容存档于2016-12-29） （英语）.
132. ↑  Albarelli Jr., H.P.; Kaye, Jeffrey S.; "The Hidden Tragedy of the CIA's Experiments on Children" （页面存档备份，存于）, Truthout, Wednesday 11 August 2010
133. ↑  Whitaker, Robert. . Basic Books. 2010: 315  [2012-03-03]. ISBN 9780465020140. （原始内容存档于2020-05-04）.
134. ↑  . NPR.org.   [2020-06-21]. （原始内容存档于2020-12-04） （英语）.
135. ↑  . Museum of disABILITY History.   [2012-03-03]. （原始内容存档于2012-03-30）.
136. ↑  Cina & Perper, 2010: p. 92 （页面存档备份，存于）
137. ↑  Hornblum, 1999: p. 80
138. ↑  . www.prisonlegalnews.org.   [2020-06-21]. （原始内容存档 (PDF)于2012-02-23）.
139. ↑  Blum, William. . Zed Books. 2006: 152–154. ISBN 9781842778272.
140. ↑  Goldzieher, J. W.; Moses, L. E.; Averkin, E.; Scheel, C.; Taber, B. Z. . Fertility and Sterility. 1971-09, 22 (9): 609–623  [2020-06-21]. ISSN 0015-0282. PMID 4105854. （原始内容存档于2021-02-25）.
141. ↑  Levine, Robert J. . Yale University Press. 1988: 71  [2020-06-21]. ISBN 978-0-300-04288-7. （原始内容存档于2016-12-25） （英语）.
142. ↑  Veatch, Robert M. . The Hastings Center Report. 1971, 1 (1): 2–3  [2012-03-03]. ISSN 0093-0334. doi:10.2307/3561863. （原始内容存档于2016-07-22）.
143. ↑  Brian Ross. . ABC News, "The Blotter". May 23, 2007  [2012-03-03]. （原始内容存档于2017-08-19）.
144. ↑  Ed Edelson. . ABC News. April 28 2008[何时？]  [2012-03-03]. （原始内容存档于2018-01-08）.
145. ↑  Goliszek, 2003: pp. 108-109
146. ↑  Science, Technology, and the CIA （页面存档备份，存于）, National Security Archive Electronic Briefing Book, Jeffrey T. Richelson, Editor, September 10, 2001（accessed: 02/18/2010）
147. ↑  "U.S. Senate: Joint Hearing before The Select Committee on Intelligence and The Subcommittee on Health and Scientific Research of the Committee on Human Resources" （页面存档备份，存于）, 95th Cong., 1st Sess. August 3, 1977.
148. ↑  Final report of ACHRE 的存檔，存档日期2006-12-12.
149. ↑  Henry N. Pontell, Gilbert Geis (编). . Springer. 2007: 62. ISBN 9780387341101.

## 更多資源

### 綜合
- Albert R. Jonsen. . Oxford University Press. 1998  [2012-03-03]. （原始内容存档于2012-03-23）.
- Mark S. Frankel. .  2. 1975.
- Wolfgang Weyers. . Ardor Scribendi. 2003. ISBN 9781893357211.
- Human Experimentation: Before the Nazi Era and After, Roberta Kalechofsky

### 生物戰和疾病/病原實驗
- Bibliography of Chemical and Biological Warfare documents （页面存档备份，存于）
- The History of Bioterrorism in America （页面存档备份，存于）, Richard Sanders, Race and History, Sunday, November 24, 2002（accessed: 02/18/2010）
- Biological Weapons （页面存档备份，存于） – Federation of American Scientists
- Franz, et al., The U.S. Biological Warfare and Biological Defense Programs
- US Army Activities in the US Biological Warfare Program, 1977 Congressional report
- Christopher et al., "Biological warfare. A historical perspective", Journal of the American Medical Association. 6 August 1997;278 (5):412-7.
- Years Ago, The Military Sprayed Germs on U.S. Cities", Wall Street Journal, October 22, 2001, via American Patriot Friends Network, accessed November 13, 2008.

### 人體放射實驗

#### 書籍
- Killing Our Own: The disaster of America's experience with atomic radiation, by Harvey Wasserman, Delacorte Press, c1992, ISBN 978-0440045670
- The Plutonium Files: America's Secret Medical Experiments, by Eileen Welsome, The Dial Press, 1999, ISBN 978-0385314022
- The Treatment: The Story of Those Who Died in the Cincinnati Radiation Tests （页面存档备份，存于）, by Martha Stephens, 杜克大學Press, c2002, Durham, N.C., ISBN 0-8223-2811-9
- Bravo for the Marshallese: Regaining Control in a Post-Nuclear, Post-Colonial World, by Holly M. Barker, Wadsworth, 2004. ISBN 0-534-61326-8

#### 政府文件
- 人體放射性實驗諮詢委員會 （页面存档备份，存于）– National Security Archives
- Exposure of the American population to放射性塵降物from nuclear weapons tests: a review of the CDC-NCI draft report on a feasibility study of the health consequences to the American population from nuclear weapons tests conducted by the美國and other nations （页面存档备份，存于）, National Research Council（U.S.）. Committee to Review the CDC-NCI Feasibility Study of the Health Consequences from Nuclear Weapons Tests, National Academies Press, 2003 ISBN 9780309087131

#### 期刊
- "'A Little Touch of Buchenwald': America's Secret Radiation Experiments", Reviews in American History - Volume 28, Number 4, December 2000, pp. 601–606
- Chair's Perspective on the Work of the Advisory Committee on Human Radiation Experiments （页面存档备份，存于） by Ruth Faden

### 心理/酷刑/審訊實驗
- Bibliography of U.S. interrogation/torture research
- Truth, torture, and the American way, Jennifer Harbury
- Biderman, A. Social-Psychological Needs and "Involuntary" Behavior as Illustrated by Compliance in Interrogation, Sociometry, Vol. 23, No. 2（Jun., 1960）, pp. 120–147
- The CIA: Mind-Bending Disclosures （页面存档备份，存于） – Time Magazine, Monday, Aug. 15, 1977（accessed: 02/18/2010）
- Resources on Drug Experimentation and Related Mind Control Experiments by the U.S. Government

### 影像資料
- MKULTRA Victim Testimony A （页面存档备份，存于） – 1977 MKULTRA Congressional Hearings
- MKULTRA Victim Testimony B （页面存档备份，存于） – 1977 MKULTRA Congressional Hearings
- MKULTRA Victim Testimony C （页面存档备份，存于） – 1977 MKULTRA Congressional Hearings
- President Clinton apologizes for Human Radiation Experiments （页面存档备份，存于）
- Complete transcript of Clinton's apology for Human Radiation Experiments
- Physicians for Human Rights Accuses CIA of Carrying Out Illegal Human Experimentation （页面存档备份，存于） - video report by Democracy Now!
- The Dark History of Medical Experimentation from the Nazis to Tuskegee to Puerto Rico （页面存档备份，存于） - video report by Democracy Now!